# 카르발라 전투
카르발라 전투는 무하람 61AH(서기 680년 10월 10일) 10일에 일어난 전투이다. 전투는 후사인의 소규모 군대와 카르발라 근처에서 야지드 1세가 보낸 군단 사이에 일어났다. 하산의 이유는 억압에 반대하고 야지드 1세와 그의 생각과 같은 인간에 대해 이슬람을 방어하는 것이 었다. 야지드 정부는 하산과 무아위야 1세 사이의 평화 조약에 따라 불법이었다. 야지드가 전쟁을 일으킨 이유는 후사인이 야지드에게 충성을 맹세하지 않았기 때문이다.
후사인은 무하람의 둘째 날 카르발라에 도착했고, 셋째 날 오마르 빈 사드는 4,000명의 병사를 이끌고 카르발라 에 진을 쳤다. 이 며칠 동안 다른 여러 군대가 왔다. 무하람의 7일째 날, 물은 후사인 i와 그의 동료들에게 폐쇄되었고, 무하람 의 9일에 샤마르 빈 디 알-슌는 4,000명의 사람들과 오바이둘라 빈 지야드의 편지와 함께 카르발라 에 들어갔다. 후사인 i와 함께 싸우고 그를 죽이고, 그렇게 할 수 없으면 샤마르 빈 디 알 슌 에게 명령을 남긴다. 무하람의 열흘째 되는 날, 후세인 이븐 알리와 오마르 사드의 군대가 서로 대치했다.

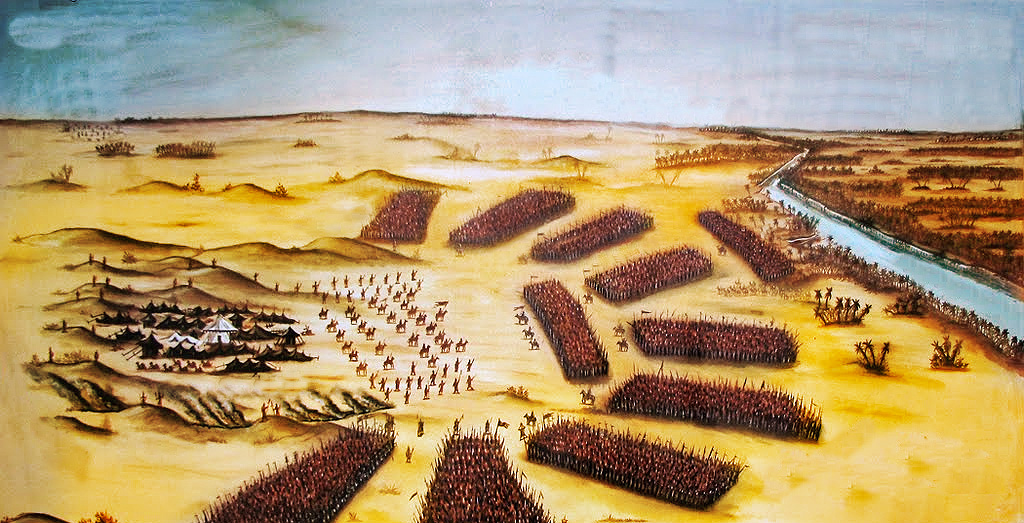
야지드 군단과 후세인 군단의 위치.

무슬림의 관점에서, 살해된 사람들은 카르발라 전투 순교자에서 후사인 의 동료로 간주된다. 이 전투 후 후사인는 Sayyid al-Shuhada라는 별명을 얻었다. 매년 시아파, 일부 수니파 및 기타 종교에서는 매년 무하람의 첫 10일을 애도한다. 애도는 열흘째 되는 날(아수라)이 오면 절정에 이른다.

## 전투 전에
그러나 그는 이슬람의 평화 조약과 이단에 반대하여 야지드를 왕세자로 받아달라는 무아위야의 요청을 고려하고 받아들이지 않았다.
무아위야 1세 가 죽은 후 그는 야지드 1세에게 충성을 맹세하지 않았고 가족과 함께 메카로 가서 4개월 동안 머물렀다. 대부분이 시아파인 쿠파 사람들은 무아위야의 죽음에 기뻐했고 후세인에게 더 이상 베냐민 족의 통치를 용납하지 않을 것이며 당신에게 충성을 맹세하기를 원한다고 편지를 보냈다.
후세인은 조사를 위해 사촌을 그곳으로 보냈다. 그러다가 쿠파의 새로운 통치자의 결과로 사람들은 겁에 질려 그를 내버려 두었다.
호르 천명의 군대로 후세인을 막았다. 그리고 그는 후세인이 쿠파나 다른 도시로 가는 것을 허락하지 않았다.
후사인는 무하람 의 둘째 날 카르발라에 도착했고, 셋째 날 오마르 빈 사드는 4,000명의 병사를 이끌고 카르발라 에 진을 쳤다. 이 며칠 동안 다른 여러 군대가 왔다. 일곱째 날부터 군대는 물이 후세인과 그의 동료들과 가족들에게 닿는 것을 허락하지 않았다.
무하람 의 9일에 샤마르 빈 디 알-슌는 4,000명의 사람들과 오바이둘라 빈 지야드의 편지와 함께 카르발라 에 들어갔다. 후사인 i와 함께 싸우고 그를 죽이고, 그렇게 할 수 없으면 샤마르 빈 디 알 슌 에게 명령을 남기라고 하였다.

## 병력 수
후세인의 군대는 70명에서 150명 사이였다. 야지드의 군대의 수는 논쟁의 여지가 있다. 최소값은 5,000명이고 최대값은 35,000명이라 추측한다.

## 전쟁의 시작

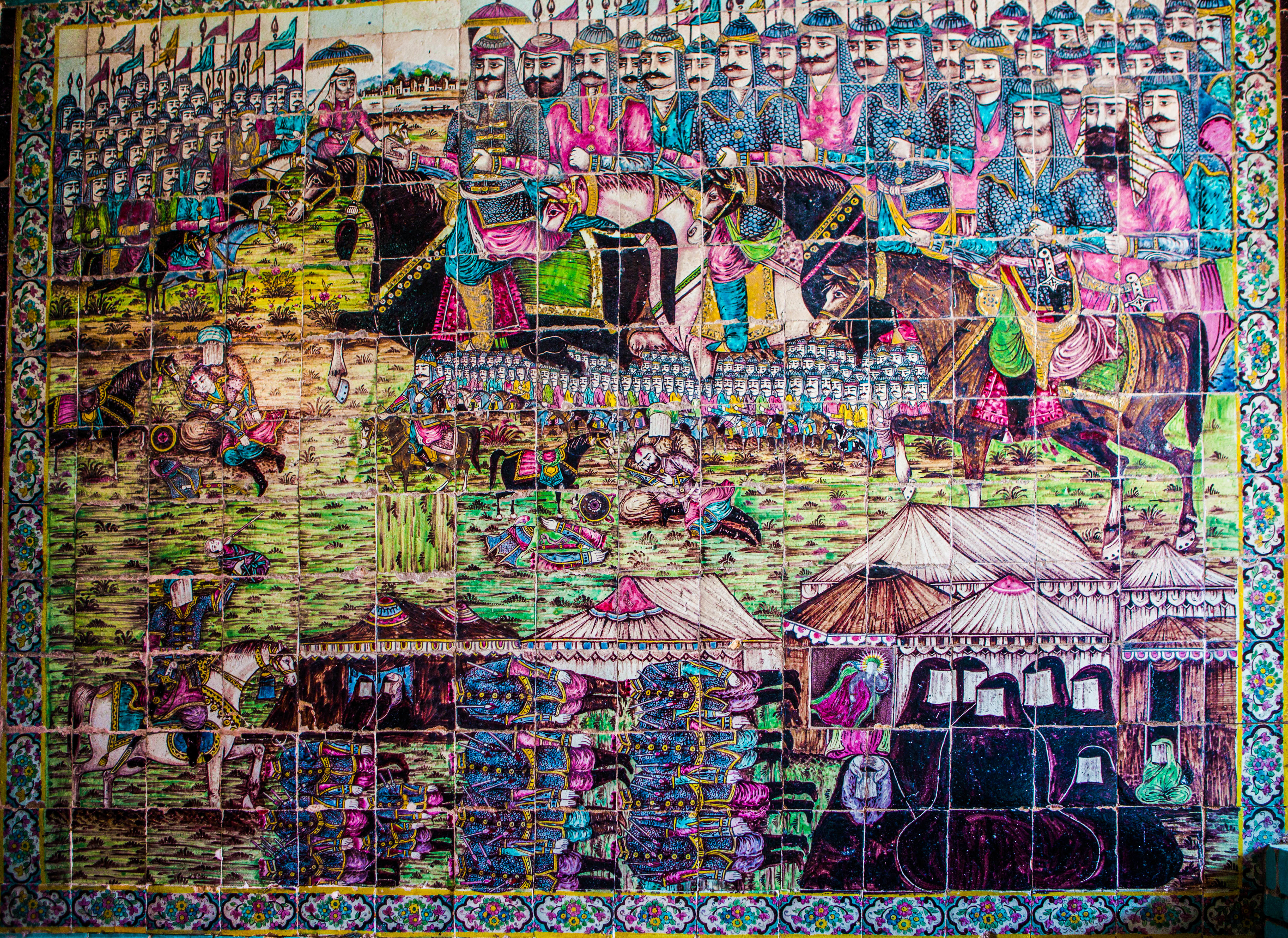
싸움터

무하람 10일 아침, 후세인은 동맹국들을 전쟁에 대비시켰다. 그는 쿠파 군대에게 그의 가족의 위치와 무함마드가 그와 그의 형제 하산을 낙원 최고의 청년이라고 불렀던 무함마드의 말을 상기시켰다. 그런 다음 그는 그들에게 그를 죽이는 것이 옳은 일인지 생각해보라고 요청했다. 그리고 나서 자기 앞에 오라고 한 그들을 꾸짖었다. 그는 이슬람 땅 중 한 곳으로 가는 것을 허락해 달라고 요청했다. 그러나 그는 다시 야지드 에게 항복하라는 요청을 받았다. 후세인은 결코 항복하지 않을 것이라고 대답했다.
호르와 그의 아들은 감명을 받아 후세인의 군대에 합류했다. 호르는 쿠파 의 사람들을 비난했다. 호르는 결국 전장에서 전사했다. 하비브 이븐 마다히르(Habib ibn Madhahir)는 쿠파 사람들에게 후사인의 말을 듣고 최소한 후사인 을 죽이지 말라고 요청했다.
쿠파 군단이 발포를 시작했다. 오른쪽에서 공격했지만 후세인 지지자들의 저항에 부딪혀 후퇴했다. 오바이둘라는 그의 군대에게 백병전을 하고 멀리서만 사격할 것을 명령했다.
후사인과 그의 동료들은 전방에서만 전진할 수 있었고, 오바이둘라는 그의 군대에게 후사인의 천막을 사방에서 공격하도록 명령했지만 그들은 그럴 수 없었다. 샤마르는 여자와 아이들의 천막을 태우고 싶었지만 그의 동료들은 그렇게 하지 못하도록 그를 설득했다.
후세인의 지지자들은 후세인과 그의 형제 압바스가 남을 때까지 하나둘 광장으로 갔다.
압바스는 아이들을 위해 물을 길으러 가서 강에 이르러 물그릇을 채웠지만 스스로 물을 마시지 않았다. 돌아오는 길에 그는 공격을 받았고 500명의 저격수가 그를 쏘았다. 후세인이 그에게 다가갔을 때 압바스는 중상을 입었다. 압바스는 아이들에게 물을 줄 수 없다는 사실에 매우 화가 났다.

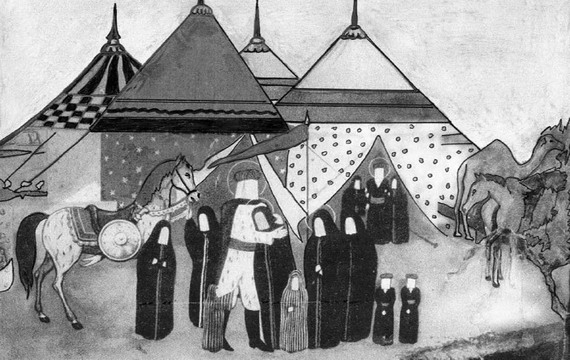
그의 가족과 함께 안녕 후세인

후세인은 전쟁복을 벗었다. 그런 다음 그는 목이 마른 6개월 된 아기 알리 아스가르를 데리고 적군에게 아기를 위한 물을 요청했다. 하지만 후르말라는 아이의 목에 화살을 던졌다. 후세인은 아이의 피를 손에 쏟은 다음 그 피를 하늘에 뿌렸다.
후세인은 부상의 심각성으로 인해 바닥에 쓰러질 때까지 혼자 싸웠다. 육군 대장은 그의 몸에서 그의 머리를 자르라고 했지만 샤마르가 그의 머리를 자르기 전까지 아무도 앞으로 나아가지 않았다.
카르발라 전투는 680년 10월 10일 아침부터 저녁까지 계속되었다.

## 전쟁 후에

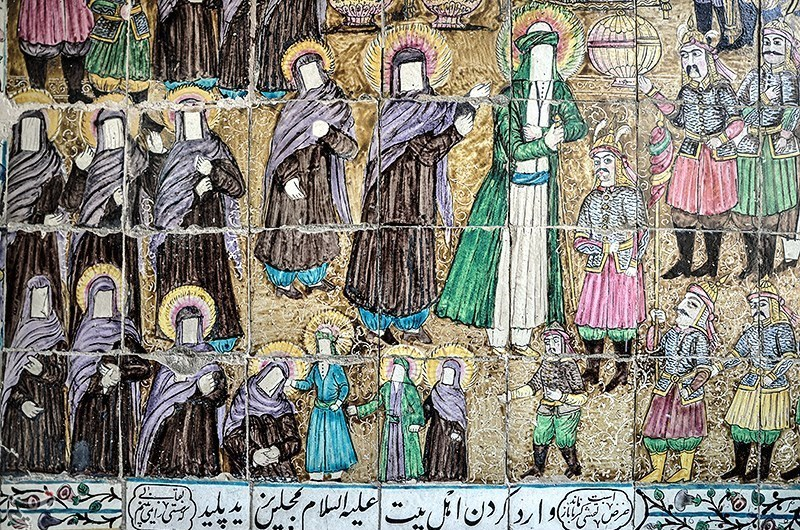
야지드 궁전에서

10명이 후세인에 대한 마지막 무례함을 보여주기 위해 말을 타고 죽은 후세인의 시신을 공격했다. 군인들은 모든 천막에 불을 지르고 모든 것을 약탈했다. 샤마르는 텐트 중 하나에서 아픈 알리 이븐 후사인을 죽이고 싶었다. 그러나 후세인의 여동생의 노력으로 오마르 빈 사드는 그를 막았고 아무도 그의 천막에 들어가는 것을 허용하지 않았다. 아사디아 부족은 3일 후 같은 장소에 후세인의 목 없는 시신을 다른 사망자와 함께 묻었다.
후세인이 살해되고 천막이 약탈당한 후 후세인의 가족은 포로가 되었다.그들은 죽은 자의 머리를 베고 긴 창에 머리를 대고 대상 앞으로 이동했다.대상은 카르발라에서 쿠파 로 이동했다. 그는 쿠파에서 다마스커스로 이사했다.

## 카르발라 전투의 영향
이 전투는 그들이 파괴될 때까지 우마이야조 에 대한 반대를 시작했다.

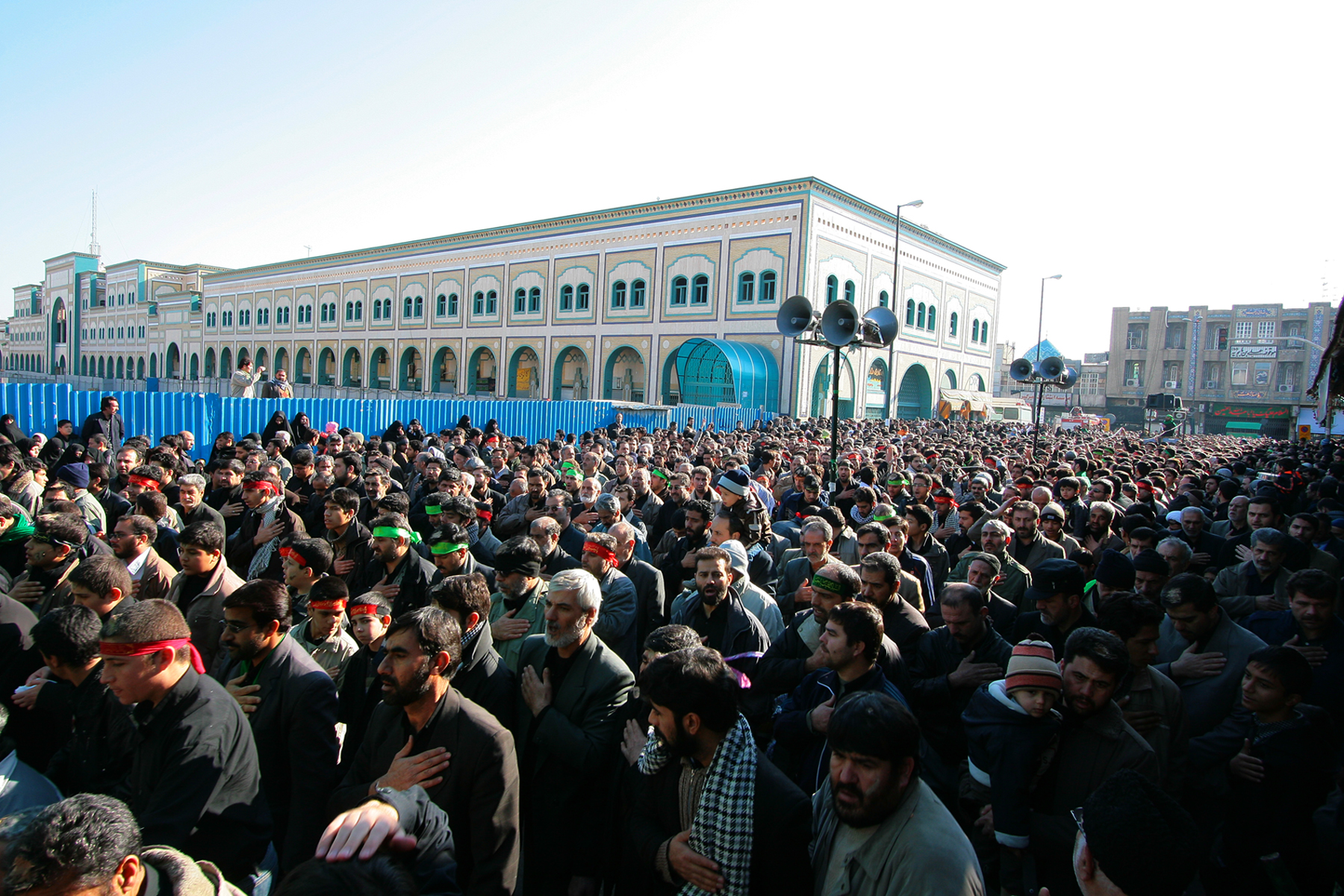

야지드 1세, 후사인 과 그의 동료의 지지자들을 제외한 모든 이슬람 단체는 그를 신의 길에서 순교자라고 불렀고.역사가 제랄드 R.호팅(Gerald R. Hawting)은 카르발라 전투를 "고통과 순교"라는 시아파 모델의 "훌륭한" 예라고 설명한다. 압둘아지즈 사체디나, 카르발라 사건은 시아파에 대한 고통과 억압의 절정이다. 복수는 많은 시아파 봉기의 주요 목표 중 하나였다. 마이클 피셔(Michael Fischer)에 따르면 시아파의 카르발라 사건 추모는 역사의 개판일 뿐만 아니라 카르발라의 패턴, 삶의 패턴, 삶의 모든 측면에 적용되는 행동 규범을 소개하는 것이다. 카르발라에서 - 공적 생활에 대한 교훈 - 시아파를 위한 것. 이란 혁명 동안 루홀라 호메이니의 지지자들은 "카르발라가 있을 때마다 모든 곳이 카르발라다"라는 말을 자주 했다. 슬로건으로 사용한다.
후세인은 ‘나 같은 사람은 야지드 와 같은 사람에게 충성을 맹세한 적이 없습니다’라고 말하곤 했다.

## 같이 보기
- 시아파
- 우마이야가

## 참고 문헌
- Baqian, Morteza (2012). "Ashura's place in genesis of Islamic Revolution of Iran". Islamic Revolution Document Center. Archived from the original on 10 September 2016. Retrieved 27 July 2016.
- Gölz, Olmo (2019). "Martyrdom and Masculinity in Warring Iran: The Karbala Paradigm, the Heroic, and the Personal Dimensions of War". Behemoth–A Journal on Civilisation. 12 (1): 35–51. doi:10.6094/behemoth.2019.12.1.1005.
- Hawting, G.R. (2000). The First Dynasty of Islam: The Umayyad Caliphate AD 661-750 (2nd ed.). Routledge. ISBN 0-415-24072-7.

Poulson, Social Movements in Iran.
- Turfe, Tallal Alie. 《Know and Follow the Straight Path: Finding Common Ground Between Sunnis and Shi’As》.
- Jafarian, Rasul. 《Reflection on the Ashura movement》
- https://www.mehrnews.com/